# 문목사
문목사(文穆祠)는 세종특별자치시 전의면에 있는 조선시대의 사당이다. 2014년 9월 30일 세종특별자치시의 향토문화유산 제35호로 지정되었다.

## 개요
문목사(文穆祠)는 조선시대 문신(文臣)인 이상(李翔 1620∼1690)의 위패(位牌)를 모시는 사당(祠堂)이다.
이상의 본관(本貫)은 우봉(牛峯), 자(字)는 운거(雲擧) 또는 숙우(叔羽), 호(號)는 타우(打愚), 시호(諡號)는 문목(文穆)이다. 이이(李珥, 1536~1584)를 시조(始祖)로 하는 기호학파(畿湖學派) 김장생(金長生, 1548~1631)의 아들 김집(金集, 1574~1656)과 송시열(宋時烈, 1607~1689), 송준길(宋浚吉, 1606~1672)에게 학문을 배워 서인(西人)으로 분류된다. 이상은 1658년(효종 9) 박세채(朴世采, 1631~1695), 윤증(尹拯, 1629~1714) 등과 함께 초야(草野)에 은거하는 인재를 찾아 추천하는 유일(遺逸)을 통해 세자의 교육을 담당하는 관청에서 관직을 시작하였다. 이후 이상이 속한 서인과 남인(南人)과의 당론(黨論)과 정쟁(政爭)에 따라 관직에 올랐다가 파직되기를 반복하였고 1689년(숙종 15) 기사환국(己巳換局)으로 다시 남인이 득세(得勢)한 후인 1690년(숙종 16) 감옥에서 사망하였다. 1717년(숙종 43) 이조판서(吏曹判書) 관직을 받고 1805년(순종 5)에는 문목(文穆)이라는 시호가 내려지게 되면서 사당의 이름을 문목사로 하였다.
이상은 현재 문목사가 있는 자리에 ‘사관정(四觀亭)’을 짓고 그 안에 ‘뇌암서재(雷巖書齋)’를 만들어 후학들을 가르쳤는데 그가 죽은 후인 1699년(숙종 25) 지역의 유림(儒林)들과 제자들이 뜻을 모아 사당을 만들고 이상의 위패를 모시면서 서원(書院)이 되었다. 서원 역시 당쟁의 결과에 따라 보존과 폐지를 반복하다가 흥선대원군(興宣大院君, 1820~1898)이 1868년(고종 5)에 내린 서원철폐령(書院撤廢令)에 따라 없어졌으나 1886년(고종 23) 영의정 심순택(沈舜澤, 1824~?)의 상소로 제사는 계속 모시게 되면서 사당을 복원하게 되고 그 이름을 문목사로 하였다.
문목사는 정면 3칸, 측면 1칸의 규모로 겹처마에 맞배지붕을 하고 있으며, 정면에는 ‘文穆祠(문목사)’라는 현판이 걸려있고 내부에는 雷巖書齋(뇌암서재)라 쓰여있는 현판이 있다. 외부는 낮은 담과 정면 1칸, 측면 1칸의 문으로 둘러져 있다.

## 같이 보기
- 이상 (1620년)